# Szymon Hołownia
Szymon Franciszek Hołownia (ur. 3 września 1976 w Białymstoku) – polski dziennikarz, pisarz, publicysta, prezenter telewizyjny, polityk i działacz społeczny, marszałek Sejmu X kadencji.
Jako publicysta lub redaktor współpracował z „Gazetą Wyborczą”, „Newsweek Polska”, „Rzeczpospolitą”, „Wprost”. Publikował też w magazynach katolickich, m.in. w „Tygodniku Powszechnym”. W 2005 był zastępcą redaktora naczelnego tygodnika „Ozon”. W latach 2007–2012 był dyrektorem programowym stacji Religia.tv. Wraz z Marcinem Prokopem współprowadził w telewizji TVN programy Mam talent! (2008–2019) i Mamy cię! (2015). Dwukrotny laureat nagrody Grand Press. Założyciel fundacji charytatywnych „Kasisi” i „Dobra Fabryka”.
Kandydat na urząd prezydenta RP w wyborach w 2020 (pierwszych i drugich) i 2025. Prezes powołanego w 2020 stowarzyszenia Polska 2050, założyciel partii o tej nazwie oraz jej przewodniczący od 2022, poseł na Sejm X kadencji.

## Życiorys

### Młodość i wykształcenie

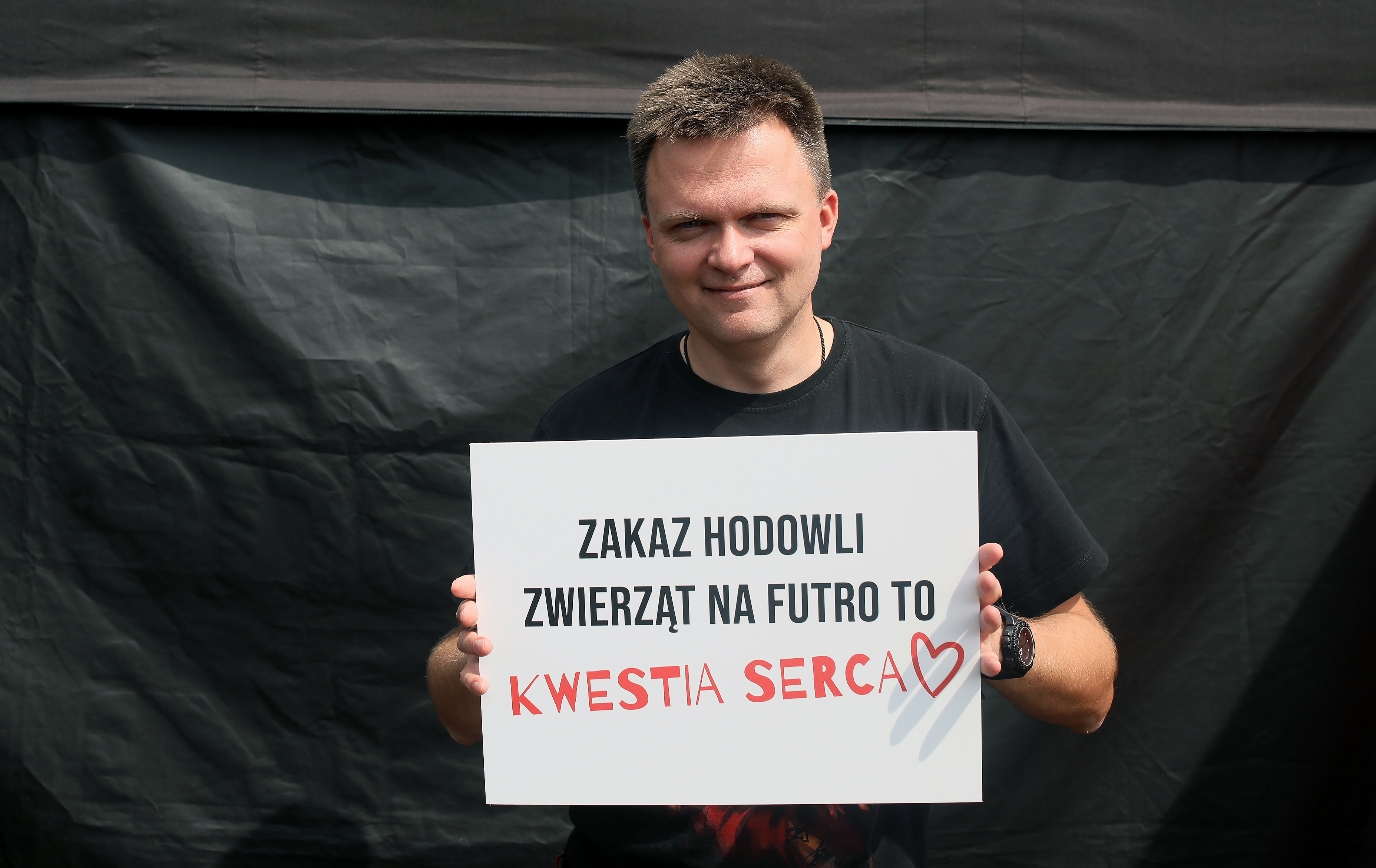
Szymon Hołownia (2017)

Ukończył Społeczne Liceum Ogólnokształcące Społecznego Towarzystwa Oświatowego w Białymstoku (później przemianowane na Społeczne Liceum Ogólnokształcące „Fabryczna 10”). Zagrał w etiudzie filmowej Człowiek z cienia, zrealizowanej w 1994 w Klubie Filmowym „Projektor” w Białymstoku. Przez pięć lat studiował psychologię w Szkole Wyższej Psychologii Społecznej w Warszawie, jednak studiów tych nie ukończył.
Dwukrotnie przebywał w nowicjacie zakonu dominikanów.

### Działalność dziennikarska i publicystyczna
W latach 1997–2000 był redaktorem działu kultury „Gazety Wyborczej”, a w latach 2001–2004 felietonistą i redaktorem działu społecznego tygodnika „Newsweek Polska”. Od kwietnia do lipca 2005 pełnił funkcję zastępcy redaktora naczelnego „Ozonu”. W latach 2005–2006 pracował w „Rzeczpospolitej” jako redaktor działu „Plus Minus”. Publikował w „Kulturze Popularnej”, „Machinie”, „Przewodniku Katolickim”, „Tygodniku Powszechnym” i „Więzi”. W latach 2006–2012 ponownie był publicystą tygodnika „Newsweek Polska”, a od 2012 do 2013 felietonistą tygodnika „Wprost”. W 2015 został stałym felietonistą „Tygodnika Powszechnego” (w 2019 zawiesił pisanie w związku z podjęciem działalności politycznej).
Prowadził audycje w Radiu Białystok i radiu Vox FM, współpracował także z Radiem PiN.
W 2006 był prowadzącym program Po prostu pytam w TVP1. W latach 2007–2012 pełnił funkcję dyrektora programowego stacji Religia.tv, w której prowadził poświęcony etyce talk-show Między sklepami (2007–2010) nadawany z centrum handlowego Złote Tarasy w Warszawie, a także programy Bóg w wielkim mieście (2010) i Ludzie na walizkach (2009–2015). Prowadził przegląd prasy w Dzień dobry TVN. Wraz z Marcinem Prokopem współprowadził w TVN programy rozrywkowe Mam talent! (2008–2019) i Mamy cię! (2015).

### Działalność charytatywna i społeczna

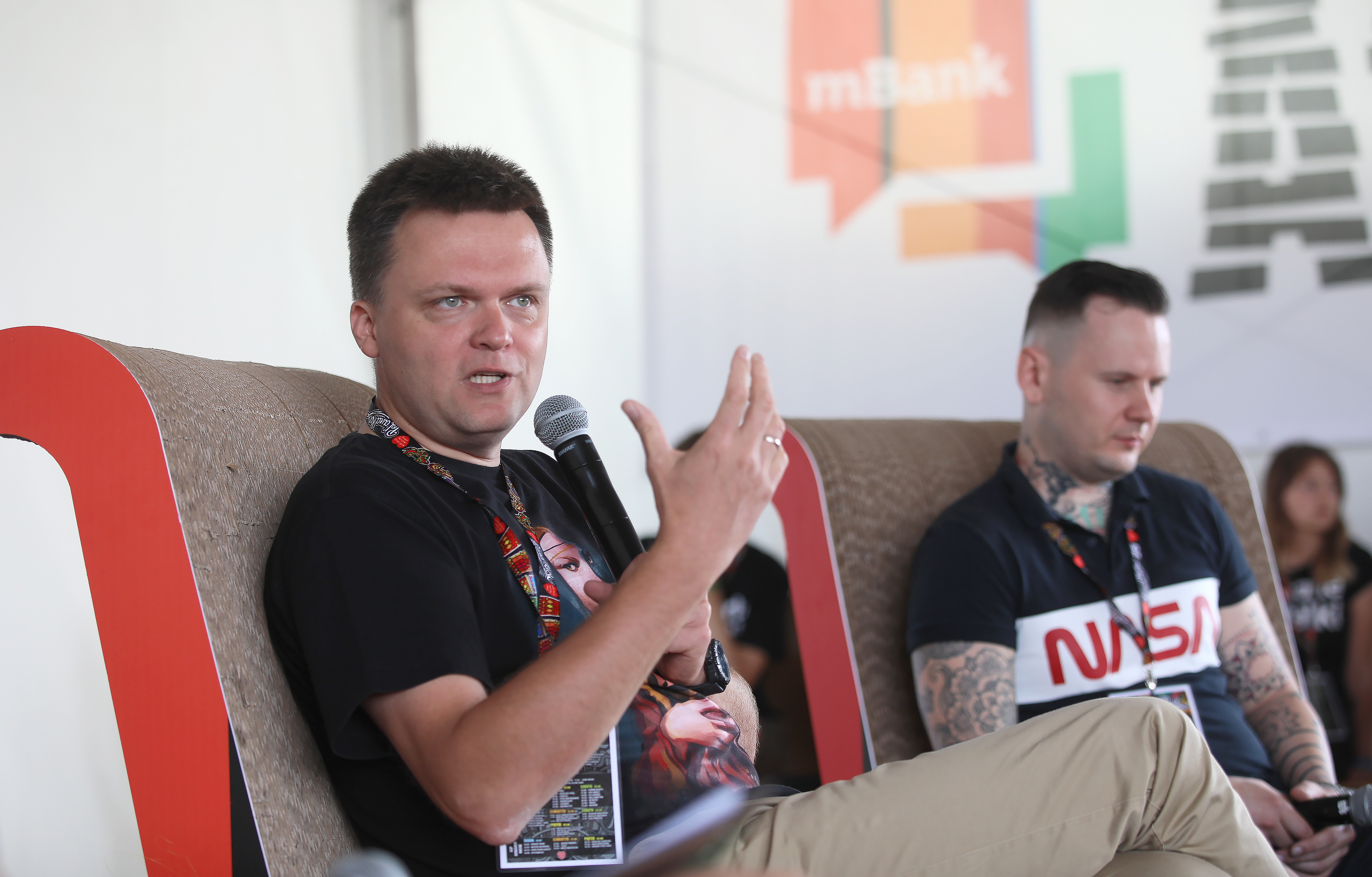
Szymon Hołownia i prowadzący spotkanie Orestes Kowalski na Pol’and’Rock Festival (2017)

Był jednym z założycieli białostockiego oddziału organizacji „Pomoc Maltańska”. W kwietniu 2013 założył fundację „Kasisi”, skupiającą się na prowadzeniu domu dziecka w Zambii. W 2014 powołał fundację Dobra Fabryka, organizującą pomoc mieszkańcom m.in. Bangladeszu, Mauretanii, Rwandy, Burkiny Faso czy Senegalu.
Działacz na rzecz praw dziecka. Pod koniec 2019 zorganizował w serwisie Facebook zbiórkę obywatelską, podczas której zebrano 2 miliony złotych (z czego ponad 1,5 mln złotych wpłaciła Kulczyk Foundation) na dalsze funkcjonowanie telefonu zaufania dla dzieci i młodzieży prowadzonego przez Fundację Dajemy Dzieciom Siłę. Wsparcie umożliwiło działanie telefonu przez kolejny rok (przez 24 godziny na dobę). Wcześniej MEN odmówiło przyznania tej inicjatywie finansowania. W 2020 był współinicjatorem założenia portalu internetowego kierowanego do osób w trudnej sytuacji życiowej.
Był ambasadorem Celów Zrównoważonego Rozwoju ONZ.

### Działalność polityczna do 2023

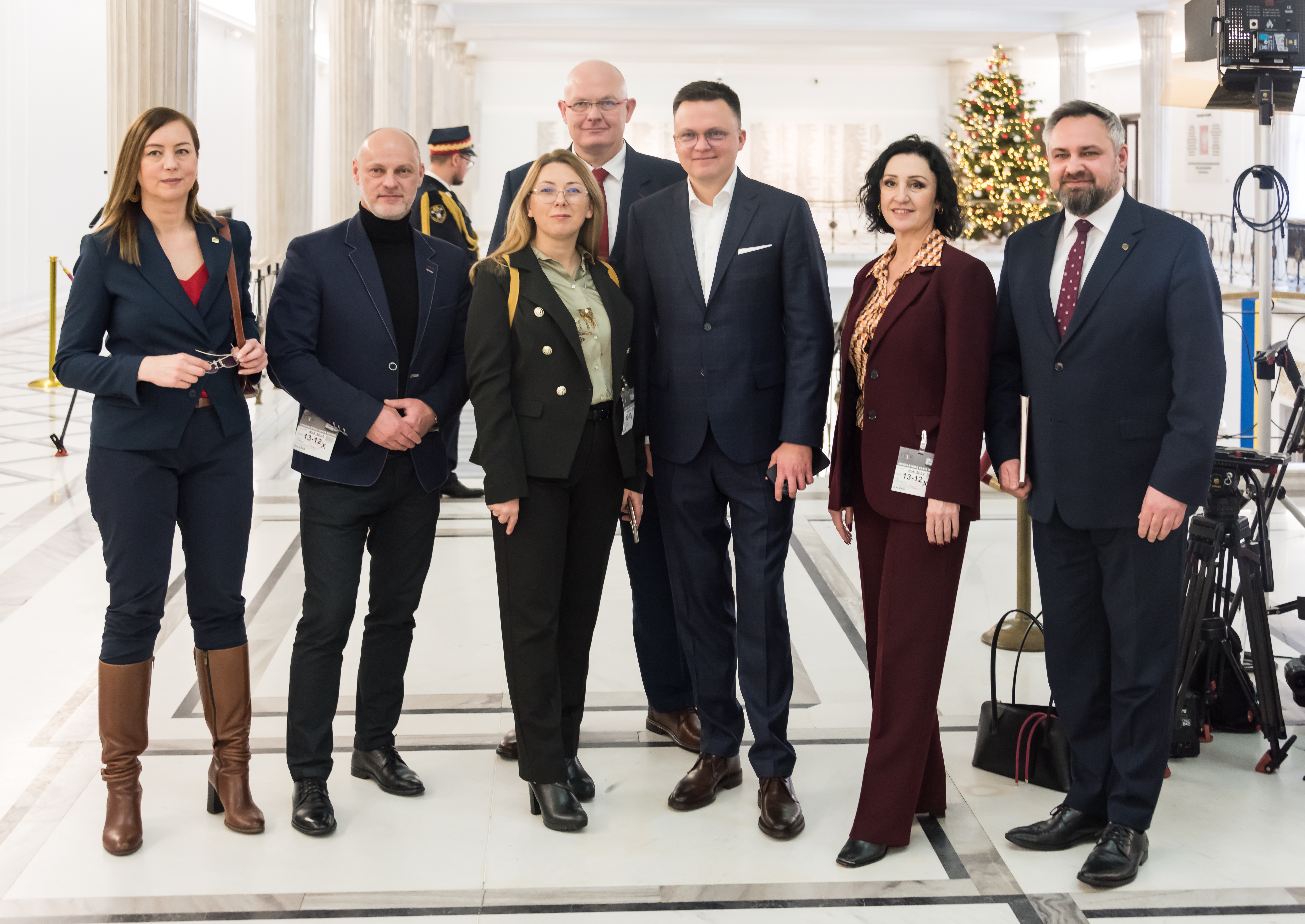
Szymon Hołownia z grupą posłów i działaczy Polski 2050 w Sejmie RP (2022)

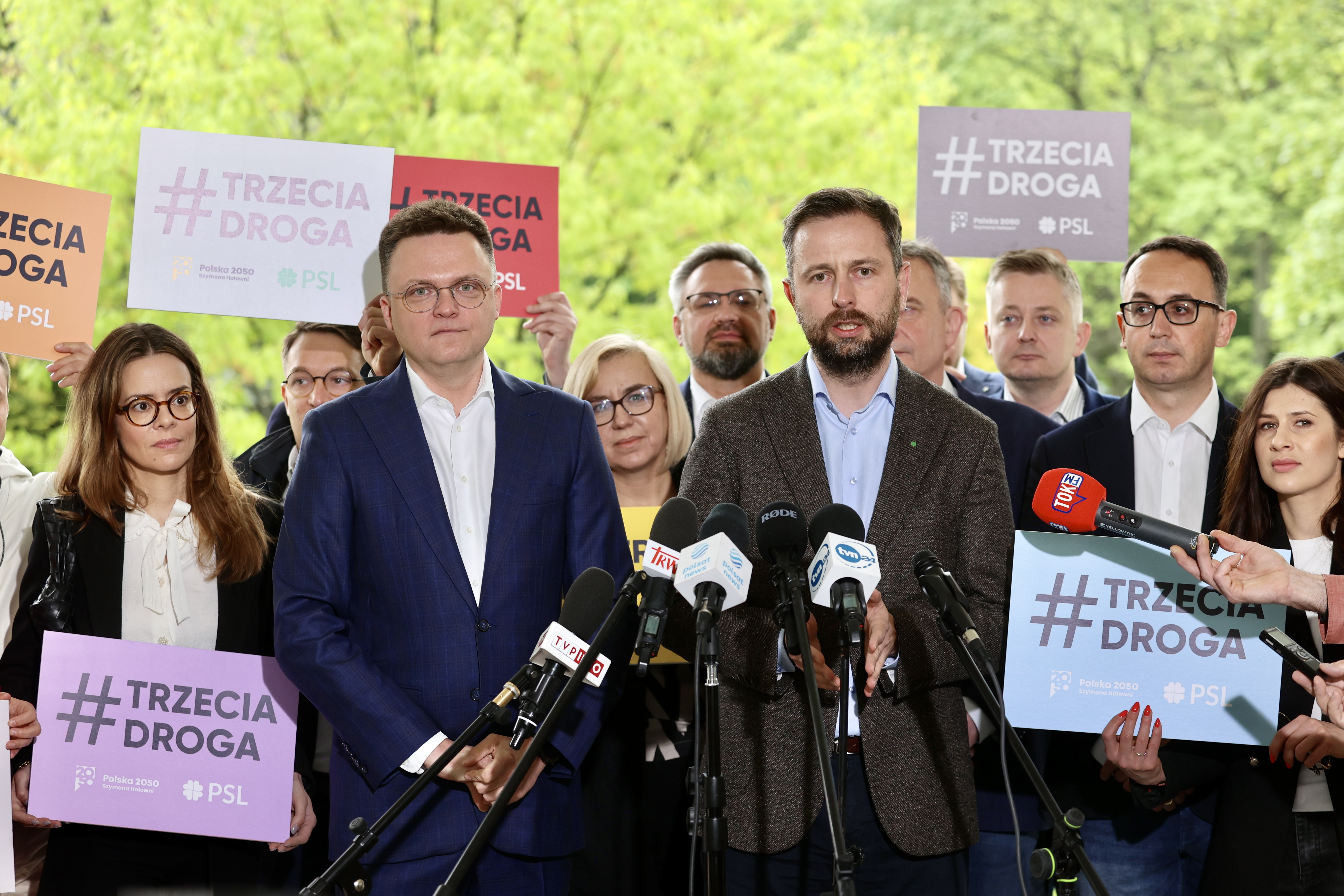
Szymon Hołownia i Władysław Kosiniak-Kamysz podczas ogłoszenia powstania koalicji Trzecia Droga (2023)

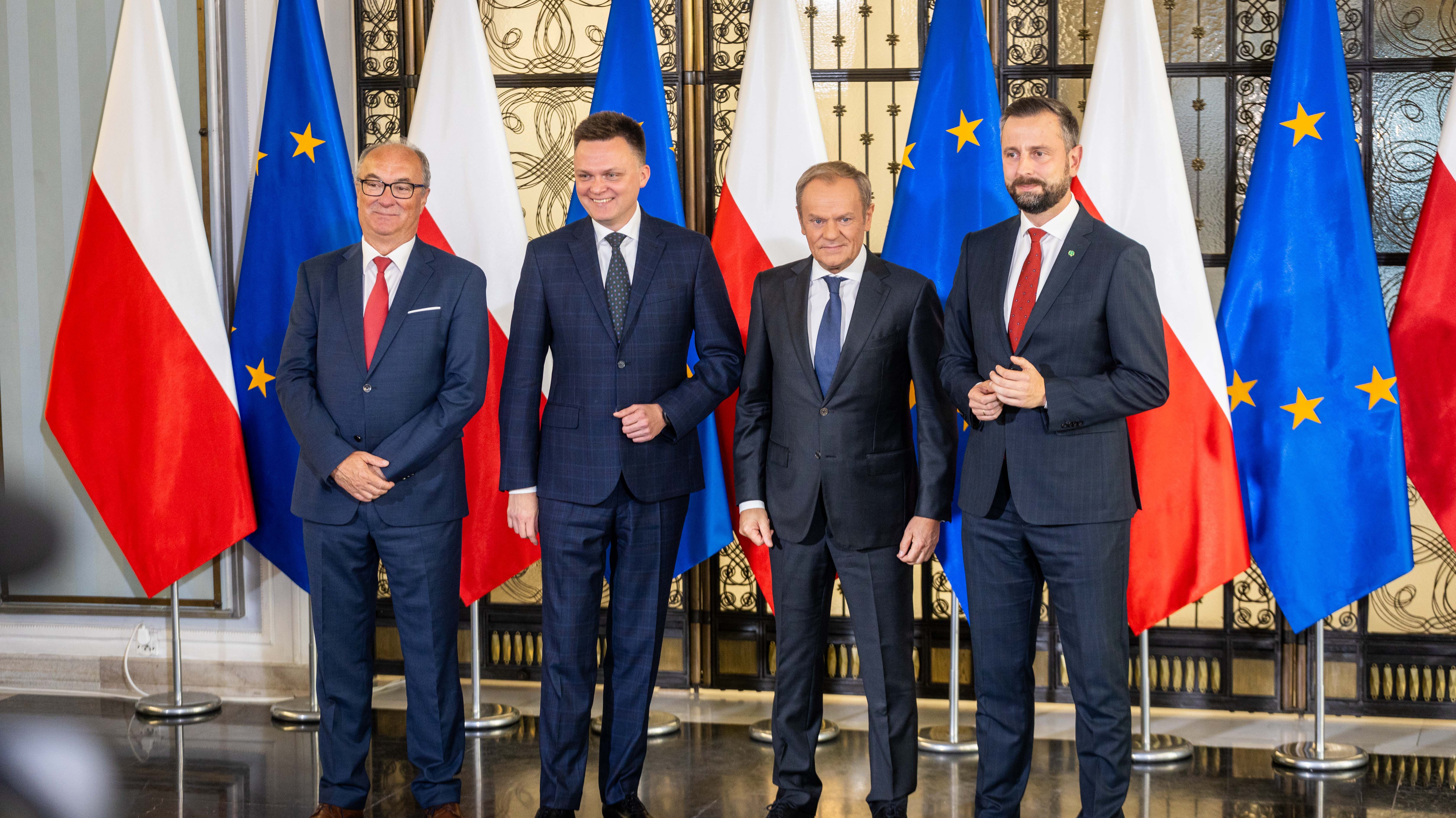
Włodzimierz Czarzasty, Szymon Hołownia, Donald Tusk i Władysław Kosiniak-Kamysz w Sejmie RP podczas wspólnego oświadczenia liderów opozycji (2023)

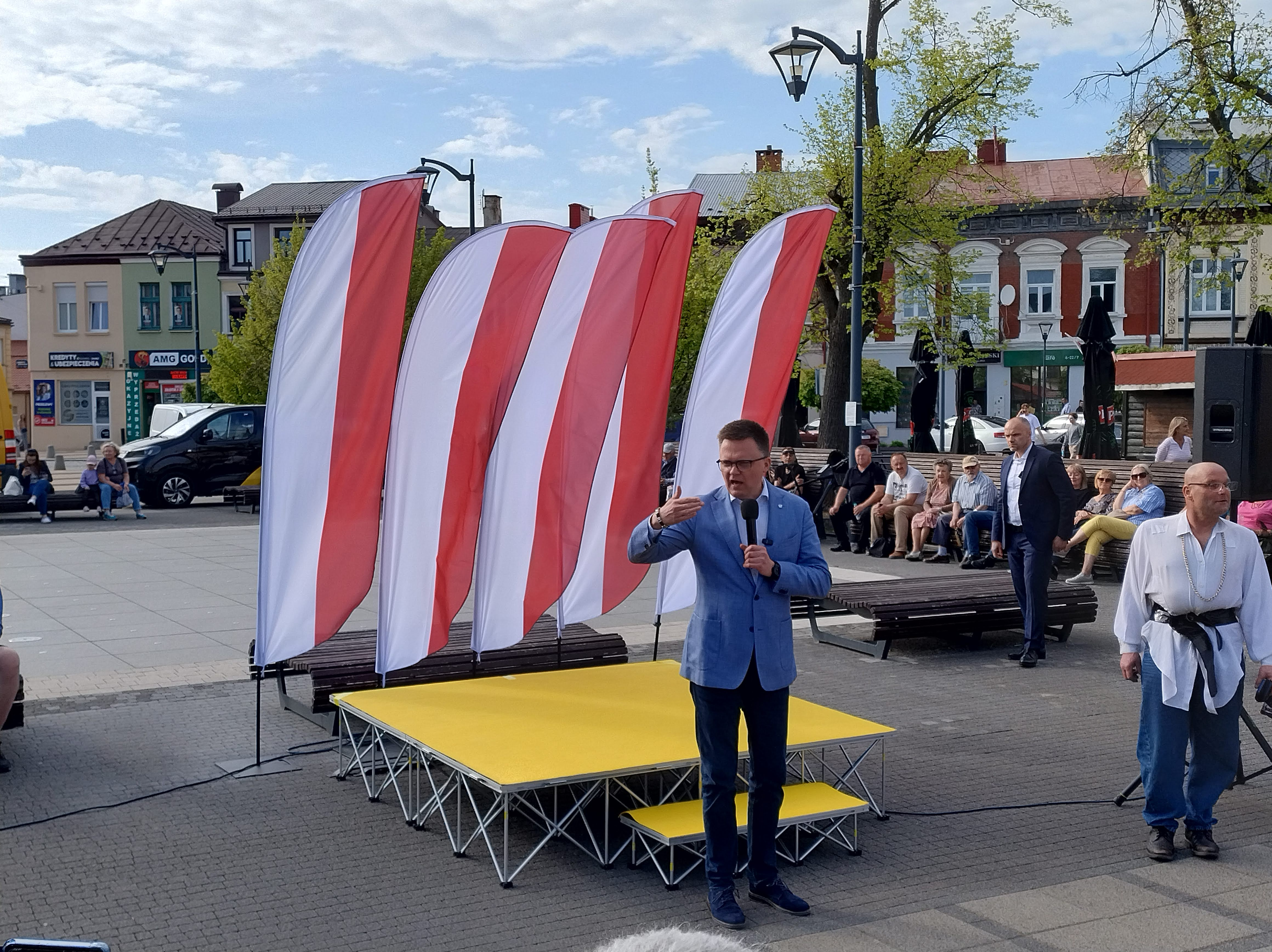
Szymon Hołownia podczas spotkania przedwyborczego w Mielcu (2025)

W wyborach samorządowych w 1998 bezskutecznie kandydował do rady miasta Białegostoku z listy Unii Wolności. 8 grudnia 2019 w Gdańskim Teatrze Szekspirowskim oficjalnie ogłosił start w wyborach prezydenckich w 2020. 7 lutego 2020 przedstawił swój program wyborczy skupiony na czterech obszarach: bezpieczeństwie narodowym, ochronie środowiska, solidarności społecznej oraz samorządności i działalności obywatelskiej. Szefem jego sztabu wyborczego został Jacek Cichocki, ponadto znaleźli się w nim m.in. Michał Kobosko i Katarzyna Pełczyńska-Nałęcz, a wśród ekspertów generał Mirosław Różański, Wadim Tyszkiewicz, Maciej Grabowski, Przemysław Staroń i Barbara Borzymowska. Swoją kampanię oparł w znacznej mierze na wolontariuszach działających przy biurach lokalnych w 16 największych miastach Polski oraz na środkach pozyskanych z obywatelskiej zbiórki publicznej. Stał się kandydatem od początku notowanym w sondażach prezydenckich wraz z przedstawicielami ugrupowań parlamentarnych, uzyskując poparcie oscylujące w okolicach 10%. W czasie panujących licznych obostrzeń związanych z pandemią COVID-19 w pojedynczych sondażach na początku maja 2020 wśród osiągnął poparcie na poziomie około 20%.
W czerwcowych wyborach zajął trzecie miejsce w pierwszej turze głosowania z wynikiem 13,87% głosów. Zapowiedział następnie oddanie głosu na Rafała Trzaskowskiego w drugiej turze, motywując to sprzeciwem wobec kontynuacji prezydentury Andrzeja Dudy.
Jeszcze w trakcie kampanii wyborczej zapowiedział powołanie ruchu społecznego w formie stowarzyszenia o nazwie Polska 2050. Środowisko tego ruchu nie udzieliło w drugiej turze oficjalnego poparcia żadnemu z kandydatów. Stowarzyszenie zostało zarejestrowane w sierpniu 2020, w tym samym miesiącu odbyła się jego oficjalna prezentacja. We wrześniu Szymon Hołownia zapowiedział powołanie związanej z jego środowiskiem partii politycznej pod przewodnictwem Michała Koboski (którą zarejestrowano w marcu 2021). 27 marca 2022 Szymon Hołownia został nowym przewodniczącym ugrupowania.

### Działalność polityczna od 2023
W maju 2023 jego formacja zawiązała wraz z PSL koalicję Trzecia Droga celem wspólnego startu w wyborach parlamentarnych w tym samym roku. Szymon Hołownia otworzył listę jej kandydatów do Sejmu w okręgu podlaskim. W wyborach otrzymał 79 951 głosów, uzyskując mandat posła X kadencji.
10 listopada 2023 został ogłoszony kandydatem na marszałka Sejmu z poparciem Polski 2050, PSL, Koalicji Obywatelskiej i Nowej Lewicy. 13 listopada na pierwszym posiedzeniu Sejmu X kadencji został wybrany na ten urząd, otrzymując 265 głosów (zgłoszoną przez PiS Elżbietę Witek poparło 193 posłów).
Wkrótce po objęciu przez niego funkcji marszałka oglądalność obrad Sejmu w Internecie istotnie wzrosła; obrady te stały się popularniejsze niż obrady parlamentów brytyjskiego czy niemieckiego. Liczba subskrypcji kanału Sejmu w serwisie YouTube potroiła się w niespełna dwa tygodnie. Fenomen ten został nazwany przez niektóre media (w tym „Financial Times”) mianem „Sejmflixu”.
13 listopada 2024 zadeklarował swój start w wyborach prezydenckich w 2025. 7 grudnia 2024 w Gdańskim Teatrze Szekspirowskim zainaugurował swoją kampanię wyborczą. Poparcie dla niego w tym samym miesiącu zadeklarowało PSL. Jego kandydatura została zarejestrowana przez PKW 24 marca 2025. W trakcie kampanii wziął udział w dwóch debatach w Końskich, dwóch debatach zorganizowanych przez Telewizję Republika, debacie zorganizowanej przez „Super Express” oraz w debacie w studiu Telewizji Polskiej.
W maju 2025 przewodniczył delegacji polskiego parlamentu na uroczystości pogrzebowe papieża Franciszka, na które zaprosił osoby w kryzysie bezdomności. W pierwszej turze wyborów z 18 maja tegoż roku otrzymał 4,99% głosów, zajmując piąte miejsce wśród 13 kandydatów. Po ogłoszeniu wyników sondażu exit poll ogłosił swoje poparcie w drugiej turze dla Rafała Trzaskowskiego.

## Życie prywatne
Syn Wojciecha i Krystyny. Jego ojciec w latach 90. był wiceprezydentem Białegostoku.
Miał starszego brata Andrzeja, który zmarł w wieku dziecięcym.
Od 2016 żonaty z Urszulą Brzezińską-Hołownią, pilotem myśliwca MiG-29 i oficerem Sił Powietrznych RP, uhonorowaną nagrodą dowódcy generalnego rodzajów sił zbrojnych za udane lądowanie awaryjne z wyłączonymi silnikami. Mają dwie córki: Marię i Elżbietę. Zamieszkał w Otwocku. Deklaruje się jako praktykujący katolik oraz wegetarianin.

## Poglądy
Angażując się w działalność polityczną, zadeklarował przywiązanie do takich zasad ustrojowych jak demokracja parlamentarna, suwerenność, państwo prawa, społeczeństwo obywatelskie, trójpodział władzy i pluralizm polityczny, a także opowiedział się za rozwojem samorządu terytorialnego. Pozytywnie ocenił członkostwo Polski w NATO, Unii Europejskiej i Trójkącie Weimarskim. Deklarował wsparcie dla dobrych relacji Polski z Ukrainą. Stwierdził, że nie chce być kojarzony z żadnym z tradycyjnych nurtów politycznych, motywując to założeniem, że z przedstawicielami wszystkich poglądów może znaleźć obszary porozumienia.
W kampanii prezydenckiej w 2020 zaproponował referendum w sprawie zwiększenia składki zdrowotnej, opowiadając się za jej wzrostem do 7% PKB. Wskazywał też na potrzebę rozbudowy systemu usług telemedycznych. Zasugerował przekazanie szpitali z ich dochodami samorządom województw, co miałoby prowadzić do poprawy jakości i dostępności usług. Postulował powołanie Narodowej Rady Klimatycznej dla opracowania planu osiągnięcia przez Polskę do 2050 neutralności klimatycznej w ramach Europejskiego Zielonego Ładu, w tym odejścia od energetyki węglowej. Za jeden z głównych problemów ekologicznych Polski uznał kryzys wodny. Określił się jako zwolennik energetyki rozproszonej, opartej na odnawialnych źródłach energii (OZE). W zakresie polityki społecznej poparł utrzymanie programu 500+.
Zwolennik przyjaznego rozdziału państwa i Kościoła. Opowiedział się za możliwością rejestracji związków partnerskich, w tym osób tej samej płci, sprzeciwiając się ich małżeństwom. Potępił uchwały o tzw. strefach wolnych od ideologii LGBT, które podjęła część samorządów. W kwestii prawa do przerwania ciąży opowiedział się za utrzymaniem stanu obowiązującego na podstawie ustawy z 1993, przewidującej ogólny zakaz aborcji z wyjątkiem kilku ściśle określonych przypadków. Zaznaczył przy tym, że nie jest to dla niego „wymarzona ustawa”, wyrażając jednak obawę przed „wojną światopoglądową”. W 2013 deklarował, że osobiście poparłby ustawę ograniczającą możliwości przerywania ciąży, uznając, że „aborcja to zawsze zabójstwo”. W 2019 stwierdził, że jako prezydent ogłosiłby pięcioletnie moratorium na wszelkie spory światopoglądowe i wetowałby ustawy dotyczące tych kwestii.
W kampanii prezydenckiej w 2025 opowiedział się przeciw wprowadzeniu czterodniowego tygodnia pracy, uzasadniając to stanowisko realiami gospodarczymi.

## Wyniki wyborcze
| Wybory | Komitet wyborczy | Komitet wyborczy                                                     | Organ                 | Okręg        | Wynik              |
| ------ | ---------------- | -------------------------------------------------------------------- | --------------------- | ------------ | ------------------ |
| 1998   |                  | Unia Wolności                                                        | Rada Miasta Białystok | nr 4         | 125 (1,30%)        |
| 2020   |                  | KW Kandydata na Prezydenta Rzeczypospolitej Polskiej Szymona Hołowni | Prezydent RP          | Prezydent RP | 2 693 397 (13,87%) |
| 2023   |                  | Trzecia Droga                                                        | Sejm X kadencji       | nr 24        | 79 951 (13,12%)    |
| 2025   |                  | KW Kandydata na Prezydenta Rzeczypospolitej Polskiej Szymona Hołowni | Prezydent RP          | Prezydent RP | 978 901 (4,99%)    |

## Publikacje

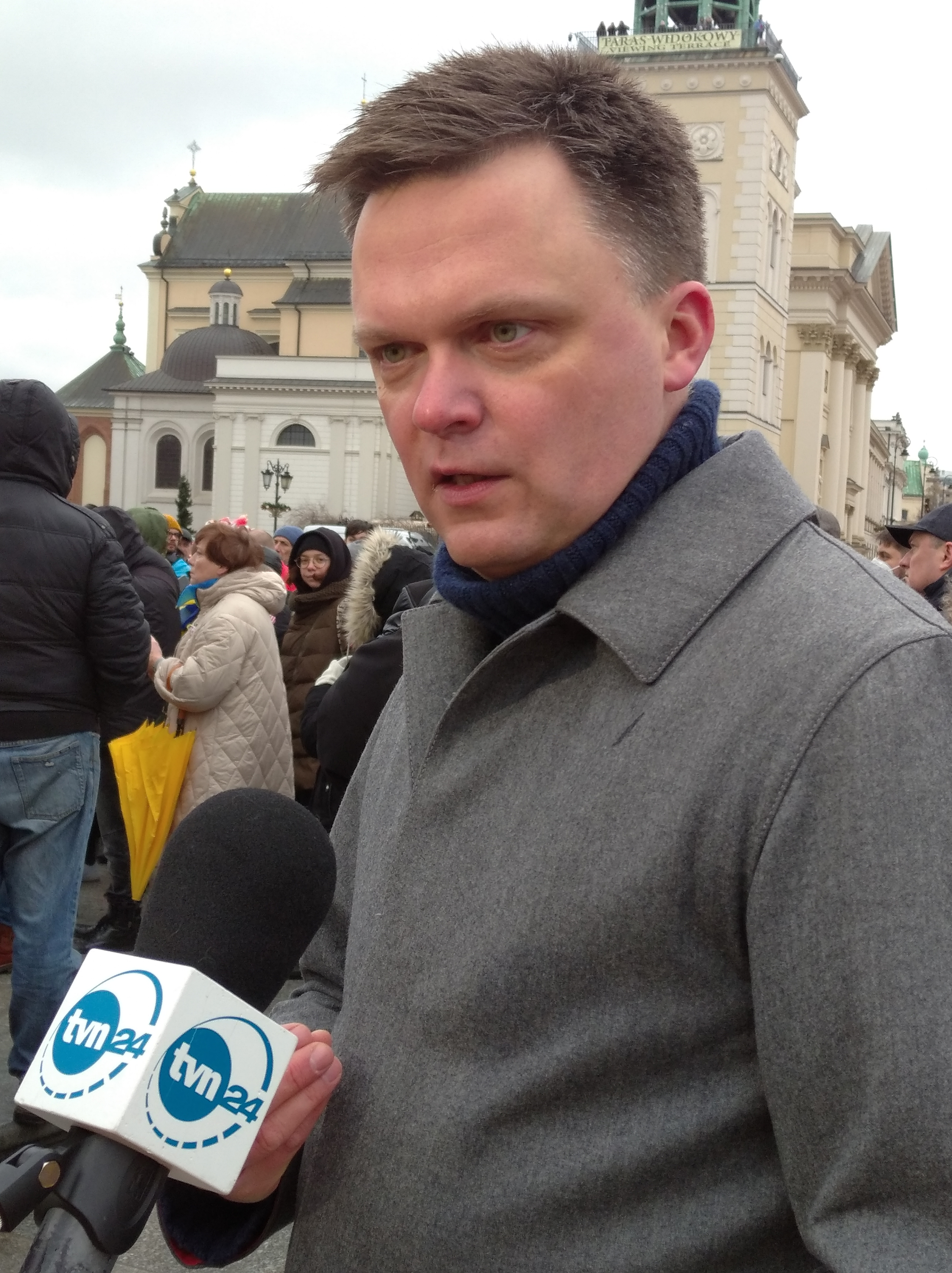
Szymon Hołownia w rozmowie z dziennikarzami TVN24 na proteście przeciwko rosyjskiej inwazji na Ukrainę (2022)

- Kościół dla średnio zaawansowanych (Świat Książki, 2004, ISBN 83-7391-690-3).
- Tabletki z krzyżykiem (Znak, 2007, ISBN 978-83-240-0835-3).
- Ludzie na walizkach (Znak, 2008, ISBN 978-83-240-1047-9).
- Monopol na zbawienie (Znak, 2009, ISBN 978-83-240-1290-9).
- Bóg. Życie i twórczość (Znak, 2010, ISBN 978-83-240-1496-5).
- Ludzie na walizkach. Nowe historie (Znak, 2011, ISBN 978-83-240-1512-2).
- Bóg, kasa i rock’n’roll (wspólnie z Marcinem Prokopem, Znak, 2011, ISBN 978-83-240-1864-2).
- Last minute. 24h chrześcijaństwa na świecie (Znak, 2012, ISBN 978-83-240-2198-7).
- Niebo dla średnio zaawansowanych (wspólnie z Grzegorzem Strzelczykiem, Znak, 2013, ISBN 978832402128-4).
- Wszystko w porządku. Układamy sobie życie (wspólnie z Marcinem Prokopem, Znak, 2013, ISBN 978-83-240-2789-7).
- Holyfood, czyli 10 przepisów na smaczne i zdrowe życie duchowe (Znak, 2014, ISBN 978-83-240-3233-4).
- Jak robić dobrze (Czerwone i Czarne, 2015, ISBN 978-83-7700-186-8).
- Święci codziennego użytku (Znak, 2015, ISBN 978-83-240-4050-6).
- 36 i 6 sposobów na to, jak uniknąć życiowej gorączki, czyli Katechizm według Szymona Hołowni (Czerwone i Czarne, 2015, ISBN 978-83-7700-224-7).
- Instrukcja obsługi solniczki (Wydawnictwo WAM, 2017, ISBN 978-83-277-1442-8).
- Ludzie w czasach Jezusa (Czerwone i Czarne, 2017, ISBN 978-83-7700-276-6).
- Święci pierwszego kontaktu (Społeczny Instytut Wydawniczy Znak, 2017, ISBN 978-83-240-5002-4).
- Boskie zwierzęta (Znak, 2018, ISBN 978-83-240-5449-7).
- Maryja. Matka rodziny wielodzietnej (Paulinianum, 2019, ISBN 978-83-66050-54-9).
- Pół na pół. Rozmowy nie dla dzieci (wspólnie z Marcinem Prokopem, Znak, 2019, ISBN 978-83-240-4974-5).
- Teraz albo nigdy (Znak, 2019, ISBN 978-83-240-6016-0).
- Fabryka jutra (Znak, 2020, ISBN 978-83-240-5955-3).

## Odznaczenia i wyróżnienia
- 2004: Ostre Pióro przyznawane przez Business Centre Club[106]
- 2004: nominacja do Nagrody „Ślad” im. bp. Jana Chrapka[107]
- 2006: Grand Press w kategorii „wywiad” – za rozmowę z teologiem Jerzym Szymikiem pt. Niebo dla gołębi[108]
- 2006: nominacja do Nagrody „Ślad” im. bp. Jana Chrapka[109]
- 2007: Grand Press w kategorii „dziennikarstwo specjalistyczne” – za wywiad z etykiem i filozofem Kazimierzem Szałatą pt. Pamięta Pan Hioba?[110]
- 2007: Nagroda „Ślad” im. bp. Jana Chrapka[111]
- 2008: Nagroda Literacka Prezydenta Miasta Białegostoku im. Wiesława Kazaneckiego
- 2008: nominacja do Wiktora w kategorii „największe odkrycie telewizyjne”[112]
- 2008: MediaTor w kategorii „NawigaTOR”[113]
- 2010: nominacja do Nagrody im. Andrzeja Woyciechowskiego[114]
- 2011: Wiktor w kategorii „Wiktor publiczności”[115]
- 2016: Odznaka Honorowa za Zasługi dla Ochrony Praw Dziecka przyznawana przez rzecznika praw dziecka[14]
- 2025: Order Księcia Jarosława Mądrego II klasy (Ukraina)[116][117]